# Zsitvay Leó
Zsitvateői Zsitvay Leó (Vukovár, 1841. február 16. – Budapest, 1915. május 26.) kúriai tanácselnök, jogi író, Zsitvay Tibor édesapja.

## Élete
A nemesi származású zsitvateői Zsitvay családnak a sarja. Apja zsitvateői Zsitvay József (1797–1862), Szerém vármegye alispánja, országgyűlési követe, királyi tanácsos, anyja Klobucsár Mária (1817–1875). Az apai nagyapja Zsitvay Ferenc dorogi postamester, valamint neje szlavniczai Sándor Terézia, és gyermekei 1801. január 23-án I. Ferenc magyar királytól magyar nemességet és címeres nemeslevelet, valamint a "zsitvateöi" nemesi előnevet szerezték meg adományban.
Iskoláit Budán és Sopronban végezte. 1858-ban Bécsben jogászkodott, 1861-2-ben pedig Pesten. Több ügyvédnél volt gyakorlaton, majd maga is ügyvédkedett. 1867-ben Moson vármegye tiszti főügyésze lett. 1872-ben a magyaróvári törvényszékhez királyi ügyésznek nevezték ki. E törvényszék megszűnte után 1876-ban Pozsonyba helyezték át, ahol 10 évig működött. Ezután a szombathelyi törvényszék elnöke, 1891-ben pedig a budapesti törvényszék büntetőosztályának vezetője lett. 1895-ben kinevezték az önállósított büntetőtörvényszék elnökévé. 1909-ben kúriai tanácselnök lett, 1913-ban vonult nyugalomba. Neje Bischoff Gizella volt.  Sírja a visegrádi temetőben található a családi sírboltban.
Mint törvényszéki elnökként elsősorban esküdtszéki (sajtó) tárgyalásokat vezette tekintélyét a korabeli feljegyzések tanúsága szerint igazságosságával és kíméletlenségig menő szigorával érdemelte ki. Kortársai és kollégái illeték őt a „nagy bíró” jelzővel.

## Művei
- A magyar sajtójog mai érvényében. Budapest, 1900.
- Hatásköri kérdések. (Különnyomat a Büntető Jog Tárából). Budapest, 1901.
- A büntetőtörvénykönyv novellája. Budapest, 1909.